# Людмила Филипова
Людмила Орлинова Филипова е българска писателка.

## Биография
Внучка е на министър-председателя Гриша Филипов и дъщеря на най-големия му син Орлин.
Дипломира се в УНСС и учи магистратура в Международното висше бизнес училище в Правец по програмата на американския университет Сити Юнивърсити, Сиатъл.
Работи като специалист в областта на маркетинга, PR и медии в компаниите „SAP Bulgaria“ (маркетинг мениджър), „BDA Bulgaria“ (консултант бизнес развитие), ИТ верига „Мултирама“ (маркетинг мениджър), медицинската компания „Medimag-MS“ (търговски директор), рекламна агенция „Desiderata“ (управляващ директор), ТВ „7 дни“, ТВ „Триада“, като главен редактор на сп. „Маркетинг&Медия“. Публикува статии и анализи във в. „Монитор“, „24 часа“, „Новинар“, „Икономически живот“, сп. „Тема“, сп. „Businessweek България“ и др.
През 2004 г. е член на организационния комитет на партия „Новото време“.
През 2012 г. е сред 4-те водещи на телевизионното токшоу „Високи токчета“ по bTV.
Разведена е с Божидар Колев, един от собствениците на верига магазини „Технополис“, от когото има син на име Константин.

## Литературно творчество
През 2006 г. прави своя дебют в прозата с романа „Анатомия на илюзиите“, в който се разказва за драматичната любов на мъж и жена от два несъвместими свята. Романът е преиздаван шест пъти. Следва „Червено злато“ (2007), трилър, в който се разследва незаконната търговия с кръвни продукти. Романът ѝ „Стъклени съдби“ (2008) е драма-трилър и представя опасната тенденция хората да поемат в ръцете си собствената си еволюция. През 2009 г. излиза романът ѝ „Мастиленият лабиринт“ – исторически трилър.
Романите ѝ вече са издадени на английски, руски, гръцки, турски, сръбски, а скоро и на италиански.
Някои критици определят Людмила Филипова като представител на „чалга литературата“, докато други контрират , че тази комерсиално ориентирана литература има своята аудитория.

## Филмография
Като дете е участвала в няколко игрални филма, сред които са „Куче в чекмедже“ (1982), „Денят не си личи по заранта“ (1984) и „Търси се съпруг за мама“ (1985):
- Куче в чекмедже (1982)
- Денят не си личи по заранта (1984)
- Търси се съпруг за мама (1985)

## Награди
Людмила Филипова е носителка на международна литературна награда „Югра“. Българската писателка е единствената, отличена за проза за издадените на руски романи „Стъклени съдби“ и „Червено злато“ в най-престижната категория на конкурса „Славянска книга“. Наградата е учредена през 2007 г. от правителството на Ханти-Мансийския автономен окръг Югра в Сибир с идеята да се подпомагат изявени писатели, поети и преводачи от славянските страни, което да помогне за възстановяването на връзките между тези народи. 